# Georges Boulogne
Georges Boulogne (Haillicourt, 1917. július 1. – 1999. augusztus 23.) francia labdarúgó, edző.
1969 márciusában kinevezték a francia válogatott vezetőedzőjévé, ahol 1973-ig dolgozott. Első mérkőzése a válogatott edzőjeként vereséggel végződött a Wembley-ben az angolok ellen (0–5).
Az amboise-i városi stadiont róla nevezték el.